# China Championship
China Championship - profesjonalny turniej snookera odbywający się w Chinach w latach 2016–2019. Miejscem wydarzenia było Kanton, położony na południowym wschodzie Chińskiej Republiki Ludowej.

## Historia
W 2016 roku turniej został dodany do World Snooker Tour. Oprócz czterech już istniejących turniejów w Chinach, stworzono kolejny turniej zawodowy po tym, jak Chiny stały się drugim najważniejszym krajem w snookerze od lat 2000, po Wielkiej Brytanii. W Kantonie, w nadmorskiej prowincji Guangdong, po raz pierwszy odbył się profesjonalny turniej snookera.
Czteroletnie kontrakty podpisano w sezonie 2016/17. Pierwsza edycja w 2016 została pomyślana jako turniej zaproszeniowy dla najlepszych profesjonalnych graczy, nieklasyfikowanych w rankingu światowym snookera. Z łączną pulą nagród wynoszącą 650 000 funtów, w tym nagrodą dla zwycięzcy wynoszącą 200 000 funtów, był to turniej z trzecią najwyższą pulą nagród w Main Tourze i najwyższą pulą nagród spośród wszystkich turniejów odbywających się poza Anglią. Sponsorem turnieju była grupa zajmująca się nieruchomościami Evergrande z siedzibą w Kantonie.
Od 2017 roku turniej stał się turniejem rankingowym w tradycyjnym formacie Main Tour, w którym bierze udział 128 uczestników. Pula nagród wzrosła do 700 000 funtów, a zwycięzca otrzymał 150 000 funtów. Pod koniec sezonu 2019/20 na całym świecie rozpętała się pandemia COVID-19 i w kolejnym sezonie turnieje zawodowe odbywały się już wyłącznie w Wielkiej Brytanii. Ograniczenia wjazdu dla Chińczyków zostały w pełni zniesione dopiero w 2023 r., ale China Championship nie znalazł się wśród turniejów wznowionych w kolejnym sezonie.

## Zwycięzcy
| Rok                                | Miejsce                            | Zwycięzca                          | Wynik                              | Finalista                          | Sponsor                            | Sezon                              |
| China Championship (nierankingowy) | China Championship (nierankingowy) | China Championship (nierankingowy) | China Championship (nierankingowy) | China Championship (nierankingowy) | China Championship (nierankingowy) | China Championship (nierankingowy) |
| ---------------------------------- | ---------------------------------- | ---------------------------------- | ---------------------------------- | ---------------------------------- | ---------------------------------- | ---------------------------------- |
| 2016                               | Kanton                             | John Higgins                       | 10-7                               | Stuart Bingham                     | Evergrande                         | 2016/17                            |
| China Championship (rankingowy)    |                                    |                                    |                                    |                                    |                                    |                                    |
| 2017                               | Kanton                             | Luca Brecel                        | 10-5                               | Shaun Murphy                       | Evergrande                         | 2017/18                            |
| 2018                               | Kanton                             | Mark Selby                         | 10-9                               | John Higgins                       | Evergrande                         | 2018/19                            |
| 2019                               | Kanton                             | Shaun Murphy                       | 10-9                               | Mark Williams                      | Evergrande                         | 2019/20                            |